# Bryne FK
Bryne Fotballklubb är en norsk fotbollsklubb från Bryne. Klubben bildades den 10 april 1926 och spelade 2009 i Adeccoligan. 1975-1988 spelade man i Norges högsta division. liksom 1999-2003. Bryne slutade tvåa 1980 och 1982. Lagets tränare är (2013) Gaute Larsen. Far och son Alf-Inge Haaland och Erling Haaland har båda fostrats i klubben.
År 1987 vann man norska cupmästerskapet.